# Florence Noiville
Florence Noiville, autora y periodista francés, es redactora de Le Monde desde hace mucho tiempo y editor de ficción extranjera de Le Monde des Livres, el suplemento literario de Le Monde.

## Vida
Después de asistir a Sciences Po, la escuela internacional de negocios HEC Paris, y de obtener su Maestría en Derecho Comercial, Noiville comenzó su carrera profesional en una corporación estadounidense, trabajando en el sector financiero. Contra todo pronóstico, cuatro años después pasó de los números a las letras, encaminando su carrera hacia lo que siempre le había interesado: la escritura y la literatura. Desde 1994 trabaja como periodista y crítica literaria para el diario francés Le Monde. Ha realizado numerosas entrevistas y perfiles entre los que se encuentran Saul Bellow, Imre Kertész, John le Carré, Mario Vargas Llosa, Herta Müller. Sus entrevistas y retratos de escritores se publicaron en inglés en Literary Miniatures (Seagull Books).
De 2007 a 2010, también presentó un programa literario en el canal de televisión francés LCI titulado "Le Monde des Livres". Entre los autores que invitó a su exposición se encuentran: Claude Lanzmann, Joseph Stiglitz, Paul Auster, Umberto Eco... En 2007-2008, fue juez del Premio Independiente de Ficción Extranjera organizado por The Independent y el British Council en Londres.
Florence Noiville es también autora de cuatro novelas, dos biografías y un folleto sobre los excesos del capitalismo, titulado Fui a la escuela de negocios y pido disculpas. Sus novelas combinan literatura y neurociencia. Sus libros están traducidos a 13 idiomas.

## Personal
Florence Noiville está casada con Martin Hirsch. Viven en París con sus tres hijos.

## Fábricas

### Literatura para adultos
- Florence  Noiville: Isaac Bashevis Singer. Stock, 2006, ISBN 978-2-234-05640-4.
- Florence  Noiville: La donation. Le Livre de Poche, 2009, ISBN 978-2-253-12588-4.
- Florence  Noiville: J’ai fait HEC et je m’en excuse. J'ai lu, 2012, ISBN 978-2-290-05423-9.
- Florence  Noiville: L'attachement. Stock, 2014, ISBN 978-2-253-17541-4.
- Florence  Noiville: L'illusion délirante d'être aimé. Stock, 2015, ISBN 978-2-234-07340-1.

### Libros para niños
- Florence  Noiville: Et toi, ta grand-mère. Actes Sud Junior, 2008, ISBN 978-2-7427-7183-7.
- Florence  Noiville: Petites histoires de derrières les fourneaux. Actes Sud Junior, 2006, ISBN 978-2-7427-6067-1.
- Florence  Noiville: Bébé Jules qui ne voulait pas naître. Editions Gallimard, 2005, ISBN 978-2-07-057065-2.
- Florence  Noiville, Christine Noiville (Illustration): Histoires insolites des saints du calendrier. Actes Sud Junior, 2004, ISBN 978-2-7427-5118-1.
- Florence  Noiville, Serge Ceccarelli (Illustration): La Mythologie romaine. Actes Sud Junior, 2003, ISBN 978-2-7427-4530-2.
- Florence  Noiville: Les Héros grecs. Actes Sud Junior, 2002, ISBN 978-2-7427-4003-1.
- Florence  Noiville: La Mythologie grecque. Actes Sud Junior, 2000, ISBN 978-2-7427-3070-4.
- Florence  Noiville, Philippe Duma (Illustration): Je cherche les clés du paradis. L’École des loisirs, 1999, ISBN 978-2-211-06943-4.